# Gnipahulen
Gnipahulen eller Gnipahellir  markerer i nordisk mytologi nedgangen til dødsriget Hel. Nedgangen omtales i nogle overleveringer også som Niflheim.
Ved Gnipahulens indgang står vagthunden Garm og vogter.
| Nordisk mytologi | Spire Denne artikel om nordisk religion og mytologi er en spire som bør udbygges. Du er velkommen til at hjælpe Wikipedia ved at udvide den. |